# V легион Жаворонков
Легион V «Алауда» (лат. Legio V Alaudae) — римский легион, сформированный Юлием Цезарем в 56 или 52 году до н. э. Точная дата расформирования легиона неизвестна. Это либо 70 год, либо 87 год. Эмблема легиона — слон.

## Основание
Точная дата создания легиона неизвестна. В.Н. Парфенов утверждает, что легион был создан в 56 г. до. н.э. ссылаясь на Светония.  Согласно Светонию  Цезарь сформировал легион после совещания триумвиров в Луке, которое прошло в 56 году до н. э. Найджел Поллард в книге «The Complete Roman Legions» пишет, что V Alaudae (обозначаемый как V) был сформирован в 52 г. до н.э.
Легион был собран в Галлии. Основу легиона составляли галлы. При формировании легион получил наименование Gallica («Галльский»). Шлемы легионеров были украшены изображением крыльев жаворонка (такие изображения сейчас украшают пачки французских сигарет «Gauloises»), его стали называть Alaudae (согласно Плинию это слово было галльского происхождения и означало «жаворонки»). По другой интерпретации смысла названия, его относят к кимврскому слову allaid «иностранный» (то есть буквально «иностранный легион»).
Это был первый легион, набранный не из граждан Рима, в котором служили провинциальные солдаты. Первые годы, пока легион не был признан Сенатом, Цезарь содержал легион за свой счёт. С момента признания легиона (51 до н. э. или 50 до н. э.) неграждане получили право служить в римских легионах.
Легион отличился во время войны в Африке (49 год до н. э.) и особенно против слонов Юбы, поэтому Цезарь дал ему разрешение изобразить на своих значках слона.

## Боевой путь
Легион принимал участие в галльской кампании Цезаря против Верцингеторига. Первое сражение, в котором он участвовал, — это осада Алезии (совр. Ализ-Сент-Рен, Франция).
Легион принимал участие в битве при Тапсе (Тапс, совр. Рас-Димас, Тунис) 6 апреля 46 года до н. э.
17 марта 45 года до н. э. принял участие в битве при Мунде.
В ходе Мутинской войны легион принимал на стороне консуляра Марка Антония участие в двухдневных вооружённых столкновениях у Галльского Форума.
В 42 году до н. э. принимает участие в битве при Филиппах на стороне второго триумвирата.
После победы легион последовал за Марком Антонием и встал лагерем в Бейруте, участвуя в кампании Антония против Парфии.
После самоубийства Марка Антония в 31 году до н. э. Октавиан перевёл легион в Испанию, в Мериду. Там он принял участие в Кантабрийских войнах с 25 года до н. э.
Примерно в 9 году до н. э. легион был переведён в Белгику, где он встал лагерем в Ксантене и участвовал во многочисленных столкновениях с германскими племенами. В одном из таких столкновений, произошедших, скорее всего, в долине реки Маас в 16 году, легион оставил на поле боя свои знамёна. Однако расформирования легиона не последовало, и он продолжал оставаться лагерем в Ксантене.
В 28 году легион сопровождал Калигулу в его поездке по дельте Рейна. Также в 28 году участвовал в походе Апрония против фризов, где показал себя наилучшим образом.
После смерти Нерона легион сначала присягнул Гальбе, но потом поддержал Вителлия. Он направился сразу же со своим легатом Фабием Валентом в Италию, пересёк Галлию с множеством инцидентов всякого рода и, в конце концов, присоединился к армии Цецины. Он сражался в битве при Бедриаке на стороне Вителлия, затем пришёл в Рим. Он принял участие также в битве при Кремоне, также на стороне Вителлия.
После разгрома Веспасианом войск Вителлия легион был возвращён в Ксантен.
Во время Батавского восстания легион был осаждён и вынужден сдаться. Условия сдачи были нарушены германцами, и почти весь легион был вероломно уничтожен.

## Расформирование
Существуют три даты возможного расформирования легиона. Одни полагают, что он был вычеркнут Веспасианом из списков армии в 70 году после поражения от германцев; другие — что он исчез вследствие тяжёлого поражения в 87 году в ходе войны с даками, либо в 92 году в походе против сарматов.